# 30412 Anthonylagain
30412 Anthonylagain este o planetă minoră (asteroid), cu un diametru de 4,46 km, din centura de asteroizi. A fost descoperită pe 24 mai 2000 la Stația Anderson Mesa de Lowell Observatory Near-Earth-Object Search. 
Obiectul prezintă o orbită caracterizată de o semiaxă mare de 2,9638115 UAi, o excentricitate de 0,08, o înclinație de 10,6371 ° în raport cu ecliptica.